# Synchrone draaistroommotor

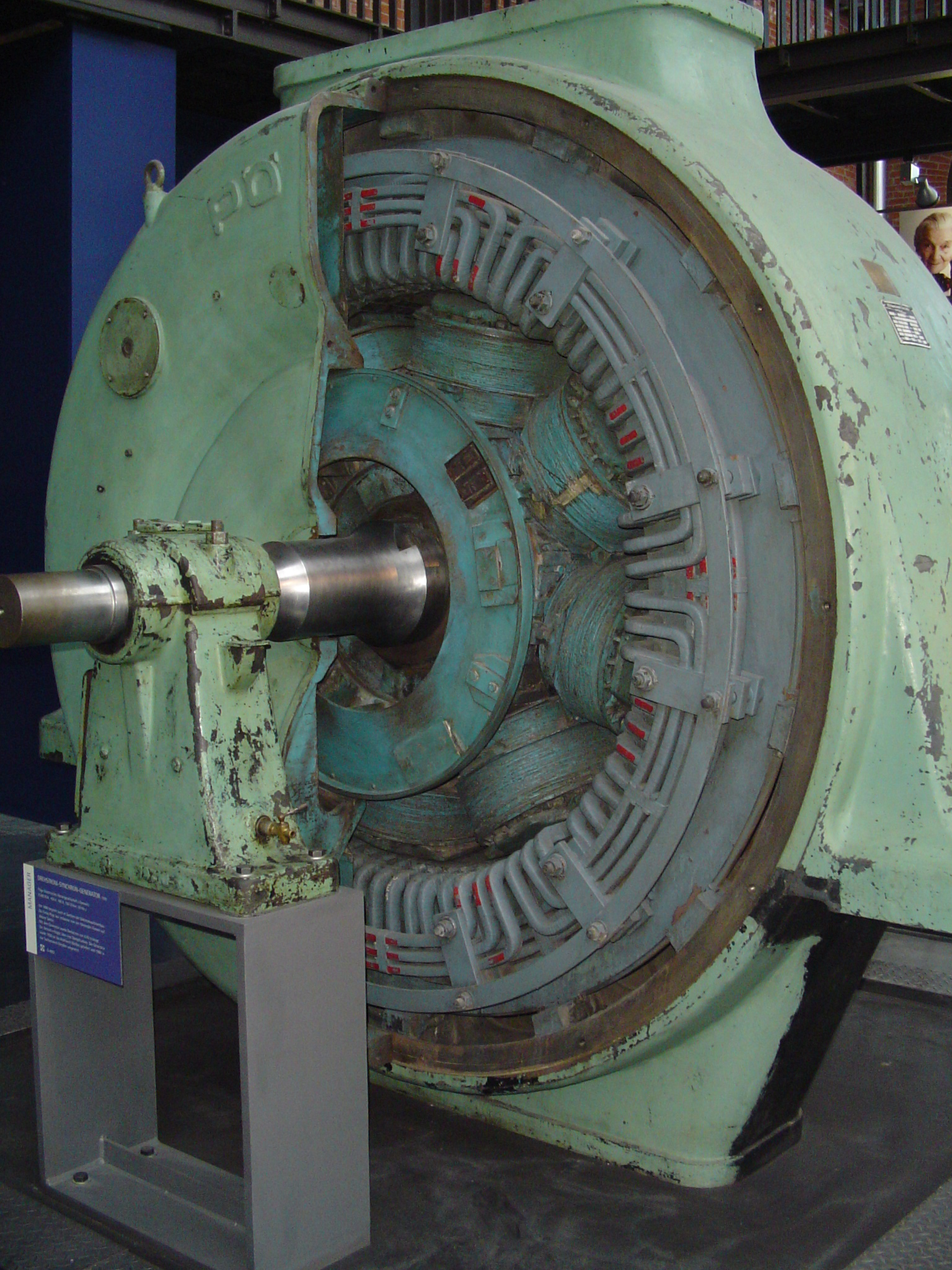
Synchrone draaistroommachine

De synchrone motor is een elektrische draaistroommotor. De rotor draait in tegenstelling tot de asynchrone draaistroommotor (of inductiemotor) synchroon of in fase met het opgewekte draaiveld in de stator. De synchrone motor wordt het meest gebruikt als generator in het stroomnet.
Een synchrone machine kan functioneren als:
- Generator
- Motor

De overgang van generator- naar motorbedrijf kan plaatsvinden zonder dat men daar uitwendig veel van zal merken. Elektrische wisselstroom in energiecentrales wordt bijna altijd opgewekt door middel van synchrone draaistroomgeneratoren die aangedreven worden door onder andere stoomturbines, gasturbines, dieselmotoren, windturbines of waterturbines.

## Constructie

Constructie synchroonmotor

De belangrijkste onderdelen van een synchrone machine zijn:
- Stator: Stilstaande gedeelte van de machine, bevat de wikkelingen voor het aansluiten op het draaistroomnet.
- Rotor: Draaiend gedeelte van de machine, bevat een elektromagneet of bekrachtigingsspoel waarin door een gelijkstroom een magneetveld wordt opgewekt. Dit magneetveld wordt synchroon meegetrokken door het statordraaiveld.
- Sleepringen: Om de elektromagneet op de rotor van gelijkstroom te voorzien.

Dit is de normale synchrone machine. Het is een binnenpoolmachine.

## Andere constructievormen

### Kleine motoren
Bij kleine motoren wordt in plaats van een bekrachtigingsspoel een permanente magneet gebruikt, zodat er geen sleepringen nodig zijn om de elektriciteit toe te voeren aan de elektromagneet.

### Binnenpoolmachine versus buitenpoolmachine
- Binnenpoolmachine

Bovenstaande constructies zijn de "normale" constructievormen en worden binnenpoolmachines genoemd.
- Buitenpoolmachine

Bij een buitenpoolmachine is de constructie andersom. In de stator bevindt zich de elektromagneet en wordt het bekrachtingsveld opgewekt en in de rotor is het draaiveld aanwezig.

### Borstelloze binnenpoolmachine

Principe van borstelloze synchrone machine

Bij synchrone generatoren worden de sleepringen omwille van de slijtage vaak weggelaten en wordt er een extra bekrachtingsgenerator, welke wisselspanning genereert, op de as gemonteerd. Met een ingebouwde gelijkrichterbrug wordt de opgewekte wisselspanning gelijkgericht voor voeding van de draaiende elektromagneet op de rotor (borstelloze synchrone generator).

## Aanlopen
Groot nadeel van een synchrone motor is dat deze niet zelf aanloopt. Hij moet vóór inschakelen op het juiste toerental worden gebracht. Daarom worden driefasige synchrone motoren vooral toegepast bij grote vermogens en dan met name voor het aandrijven van continu lopende machines, zoals pompen en compressoren. Wordt een synchrone motor overbelast dan zal de rotor uit de pas raken en uiteindelijk stil gaan vallen.
Met een van de onderstaande mogelijkheden kan men een synchrone motor toch laten aanlopen:
- Met een hulpmotor wordt de synchrone op snelheid gebracht totdat deze gelijk is aan de vereiste synchrone snelheid. Daarna kan de motor op het net geschakeld worden. Hierna wordt de hulpmotor afgezet en kan de synchrone motor belast worden.
- Het aanbrengen van een kooianker (demperkooi) in de rotor. Door de geïnduceerde stromen zal de motor als een asynchrone draaistroommotor aanlopen. Als de motor nagenoeg synchroon loopt, kan de motor in de pas worden getrokken door de bekrachtigingsspoel met gelijkstroom te voeden. Loopt de motor eenmaal synchroon dan heeft de kooianker geen invloed meer omdat de slip nul is.
- Een moderne mogelijkheid is het toepassen van vermogenselektronica, en wel in de vorm van een cycloconverter. Hiermee kan de frequentie opgeregeld worden van bijvoorbeeld 0Hz tot 50 Hz.
- In kleine synchrone motortjes die in uurwerken of schakelklokken worden toegepast wordt via een armpje met soms een veertje de trillende beweging die een startende motor maakt omgezet in een kracht die de motor aan laat lopen en ook nog eens in de juiste richting.

## Cos φ-compensatie
Een belangrijk voordeel van synchrone motoren ten opzichte van de asynchrone motoren is dat ze ingezet kunnen worden als Cos φ-compensatie. Door de motor over te bekrachtigen zal de synchrone motor blindvermogen leveren (capacitief gedrag). Wordt een motor alleen voor dit doel gebruikt, dan wordt zo'n motor een synchrone compensator genoemd.